# Търнанич
Търнанич (на македонска литературна норма: Трнаниќ; на албански: Tarnaniku) е село в Северна Македония, в Община Дебър.

## География
Селото е разположено в областта Горни Дебър в Дебърското поле.

## История
Името на селото е от „трън“.
На Етнографската карта на Битолския вилает на Картографския институт в София от 1901 година Тарнища е чисто албанско село в Реканската каза на Дебърския санджак с 35 къщи.